# Pissos
Pissos är en kommun i departementet Landes i regionen Nouvelle-Aquitaine i sydvästra Frankrike. Kommunen ligger i kantonen Pissos som tillhör arrondissementet Mont-de-Marsan. År 2022 hade Pissos 1 483 invånare.

## Befolkningsutveckling
Antalet invånare i kommunen Pissos
Referens:INSEE